# Reverend and the Makers
Reverend and the Makers est un groupe de rock indépendant anglais basé à Sheffield. Il est signé sur le label Wall of Sound.

## Histoire

### Formation
En 2005, Jon McClure réunit autour de lui des musiciens pour créer un nouveau groupe : Reverend and the Makers. Leur nom dérive du surnom de Jon, Reverend, et de son ancien groupe, The Makers. Parmi les membres actuels, on trouve Ed Cosens, qui coécrit la plupart des chansons, en tant que bassiste, Dave Sanderson (guitare), Joe Moskow (clavier), Richy Westley (batterie), Laura Manuel (chant) et, occasionnellement, Simon Stafford au trombone. À la fin de leur première « vraie » tournée au Royaume-Uni, en juillet 2006, Sanderson quitta le groupe et fut remplacé par Tom Jarvis. Par la suite, un nouveau membre, Stuart Doughty, fit son entrée dans le groupe en tant que percussionniste.

### Les débuts
En 2006, Reverend and the Makers enregistrèrent une série de 9 démos au studio 2Fly. Bien que la couverture indiquât 10 titres, le dernier n'apparaissait pas lors du téléchargement. Ce n'est que plus tard, en août 2007, que la dixième piste, Paris at Night, fit surface sur internet. Ces démos furent produites par Alan Smyth, qui participa tant à l'élaboration des chansons que McClure décida de faire apparaître le nom de celui-ci aux côtés du sien dans les crédits de leur premier single Heavyweight Champion of the World. Les autres démos, quant à elles, se voient gratifiées de la participation d'autres musiciens de Sheffield tels Alex Turner (Arctic Monkeys), Tim Hampton (Bromheads Jacket), ou encore Mike Hughes (Little Ze).
En avril 2006, Reverend and the Makers assure ainsi la première partie des Arctic Monkeys lors de leur tournée anglaise. Celle-ci se jouant à guichets fermés, le groupe s'est vu exposé à un public plus large et a trouvé là une occasion en or de mieux se faire connaître. En mai et juin de la même année, il a pu écouler toutes les places de leurs concerts à Shoreditch (Londres) et à Sheffield pour la dernière date de leur première tournée solo. Le groupe reprit la route en octobre et s'assura un public fidèle de plus en plus important. Les effets de cette tournée se ressentirent dans la musique, qui devint plus sophistiquée, majoritairement grâce au travail de Tom Jarvis. En 2006, McClure, qui avait déjà décliné des offres de majors, rencontra Mark Jones qui, après avoir assisté à un seul set de groupe, décida de le faire signer sur son label Wall of Sound.
La chanson Bandits de l'album The State of Things apparait dans la B.O du jeu Gran Turismo 5 Prologue.

## Discographie

### Albums studio
- 2007 - The State of Things (Wall of Sound)
- 2009 - A French Kiss in the Chaos (Wall of Sound)
- 2012 - @Reverend_Makers (Cooking Vinyl)
- 2014 - Thirty Two (Cooking Vinyl)
- 2015 - Mirrors (Cooking Vinyl)
- 2017 - The Death of a King (Cooking Vinyl)
- 2023 - Heatwave in the Cold North (Distiller Records)

### Compilations & Live
- 2009 - Live In The UK (Wall of Sound)
- 2019 - Best of (Cooking Vinyl) (inclus 2 inédits "Elastic Fantastic (Feat. Rich Westley)" & "Te Quiero Pero")